# U20-världsmästerskapet i fotboll 2023
U20-världsmästerskapet i fotboll 2023 spelades i Argentina, ursprungligen tänkt att spelas i Indonesien. Detta är ett världsmästerskap som involverar ungdomar från tjugo år och yngre. Mästerskapet spelades mellan den 20 maj och 11 juni 2023.
Ukraina var de regerande världsmästarna men deltog i detta års upplaga av världsmästerskapet. De misslyckades under de europeiska kvalet och är den femte nationen att misslyckas med kvalificering som regerande mästare.

## Kvalificerade nationer
| Kontinental fotbollsförbund                   | Kvalificerande mästerskap                         | Kvalificerade nationer                               |
| --------------------------------------------- | ------------------------------------------------- | ---------------------------------------------------- |
| AFC (Asien)                                   | Asiatiska U20-mästerskapet 2023                   | Irak · Japan · Sydkorea · Uzbekistan                 |
| Caf (Afrika)                                  | Afrikanska U20-mästerskapet 2023                  | Gambia · Nigeria · Senegal · Tunisien                |
| Concacaf (Central-, Nordamerica och Karibien) | Concacaf U-20 Championship 2022                   | Dominikanska republiken · Guatemala · Honduras · USA |
| Conmebol (Sydamerika)                         | Värdnation                                        | Argentina                                            |
| Conmebol (Sydamerika)                         | Sydamerikanska ungdomsmästerskapet i fotboll 2023 | Brasilien · Ecuador · Uruguay · Colombia             |
| OFC (Oceanien)                                | Oceaniska U19-mästerskapet 2022                   | Fiji · Nya Zeeland                                   |
| Uefa (Europa)                                 | U19-Europamästerskapet 2022                       | England · Frankrike · Israel · Italien · Slovakien   |

## Gruppspel

### Grupp A
| Nr | Lag         | S | V | O | F | GM | IM | MS | P |
| -- | ----------- | - | - | - | - | -- | -- | -- | - |
| 1  | Argentina   | 3 | 3 | 0 | 0 | 10 | 1  | +9 | 9 |
| 2  | Uzbekistan  | 3 | 1 | 1 | 1 | 5  | 4  | +1 | 4 |
| 3  | Nya Zeeland | 3 | 1 | 1 | 1 | 3  | 7  | −4 | 4 |
| 4  | Guatemala   | 3 | 0 | 0 | 3 | 0  | 6  | −6 | 0 |

| 1           | 20 maj 2023 | Guatemala | 0 – 1           | Nya Zeeland        | Estadio Único Madre de Ciudades                                     |                                                                     |
| 15:00 UTC−3 | 15:00 UTC−3 |           | (0 – 0) Rapport | 80′ Norman Garbett | Santiago del Estero Publik: 15 100 Domare: Abongile Tom (Sydafrika) | Santiago del Estero Publik: 15 100 Domare: Abongile Tom (Sydafrika) |
| 15:00 UTC−3 | 15:00 UTC−3 |           |                 |                    | Santiago del Estero Publik: 15 100 Domare: Abongile Tom (Sydafrika) | Santiago del Estero Publik: 15 100 Domare: Abongile Tom (Sydafrika) |
| 15:00 UTC−3 | 15:00 UTC−3 |           |                 |                    | Santiago del Estero Publik: 15 100 Domare: Abongile Tom (Sydafrika) | Santiago del Estero Publik: 15 100 Domare: Abongile Tom (Sydafrika) |

| 2           | 20 maj 2023 | Argentina                            | 2 – 1           | Uzbekistan                   | Estadio Único Madre de Ciudades                                          |                                                                          |
| 18:00 UTC−3 | 18:00 UTC−3 | Alejo Véliz 27′ Valentín Carboni 41′ | (2 – 1) Rapport | 23′ Makhmudjon Makhamadjonov | Santiago del Estero Publik: 37 233 Domare: François Letexier (Frankrike) | Santiago del Estero Publik: 37 233 Domare: François Letexier (Frankrike) |
| 18:00 UTC−3 | 18:00 UTC−3 |                                      |                 |                              | Santiago del Estero Publik: 37 233 Domare: François Letexier (Frankrike) | Santiago del Estero Publik: 37 233 Domare: François Letexier (Frankrike) |
| 18:00 UTC−3 | 18:00 UTC−3 |                                      |                 |                              | Santiago del Estero Publik: 37 233 Domare: François Letexier (Frankrike) | Santiago del Estero Publik: 37 233 Domare: François Letexier (Frankrike) |

| 13          | 23 maj 2023 | Uzbekistan                                   | 2 – 2           | Nya Zeeland                          | Estadio Único Madre de Ciudades                                    |                                                                    |
| 15:00 UTC−3 | 15:00 UTC−3 | Abbosbek Fayzullaev 51′ Sherzod Esanov 90+3′ | (0 – 2) Rapport | 23′ Benjamin Wallace 41′ Jay Herdman | Santiago del Estero Publik: 12 243 Domare: Oshane Nation (Jamaica) | Santiago del Estero Publik: 12 243 Domare: Oshane Nation (Jamaica) |
| 15:00 UTC−3 | 15:00 UTC−3 |                                              |                 |                                      | Santiago del Estero Publik: 12 243 Domare: Oshane Nation (Jamaica) | Santiago del Estero Publik: 12 243 Domare: Oshane Nation (Jamaica) |
| 15:00 UTC−3 | 15:00 UTC−3 |                                              |                 |                                      | Santiago del Estero Publik: 12 243 Domare: Oshane Nation (Jamaica) | Santiago del Estero Publik: 12 243 Domare: Oshane Nation (Jamaica) |

| 14          | 23 maj 2023 | Argentina                                            | 3 – 0           | Guatemala | Estadio Único Madre de Ciudades                                       |                                                                       |
| 18:00 UTC−3 | 18:00 UTC−3 | Alejo Véliz 17′ Luka Romero 65′ Máximo Perrone 90+8′ | (1 – 0) Rapport |           | Santiago del Estero Publik: 37 033 Domare: Halil Umut Meler (Turkiet) | Santiago del Estero Publik: 37 033 Domare: Halil Umut Meler (Turkiet) |
| 18:00 UTC−3 | 18:00 UTC−3 |                                                      |                 |           | Santiago del Estero Publik: 37 033 Domare: Halil Umut Meler (Turkiet) | Santiago del Estero Publik: 37 033 Domare: Halil Umut Meler (Turkiet) |
| 18:00 UTC−3 | 18:00 UTC−3 |                                                      |                 |           | Santiago del Estero Publik: 37 033 Domare: Halil Umut Meler (Turkiet) | Santiago del Estero Publik: 37 033 Domare: Halil Umut Meler (Turkiet) |

| 26          | 26 maj 2023 | Uzbekistan                     | 2 – 0           | Guatemala | Estadio Único Madre de Ciudades                                     |                                                                     |
| 18:00 UTC−3 | 18:00 UTC−3 | Shakhzodjon Nematjonov 9′, 20′ | (2 – 0) Rapport |           | Santiago del Estero Publik: 15 357 Domare: Mohamed Marouf (Egypten) | Santiago del Estero Publik: 15 357 Domare: Mohamed Marouf (Egypten) |
| 18:00 UTC−3 | 18:00 UTC−3 |                                |                 |           | Santiago del Estero Publik: 15 357 Domare: Mohamed Marouf (Egypten) | Santiago del Estero Publik: 15 357 Domare: Mohamed Marouf (Egypten) |
| 18:00 UTC−3 | 18:00 UTC−3 |                                |                 |           | Santiago del Estero Publik: 15 357 Domare: Mohamed Marouf (Egypten) | Santiago del Estero Publik: 15 357 Domare: Mohamed Marouf (Egypten) |

| 28          | 26 maj 2023 | Nya Zeeland | 0 – 5           | Argentina                                                                                            | Estadio San Juan del Bicentenario                     |                                                       |
| 18:00 UTC−3 | 18:00 UTC−3 |             | (0 – 3) Rapport | 14′ Ignacio Maestro Puch 17′ Gino Infantino 35′ Luka Romero 50′ (str.) Brian Aguirre 87′ Alejo Véliz | San Juan Publik: 27 836 Domare: Salman Falahi (Qatar) | San Juan Publik: 27 836 Domare: Salman Falahi (Qatar) |
| 18:00 UTC−3 | 18:00 UTC−3 |             |                 | | San Juan Publik: 27 836 Domare: Salman Falahi (Qatar) | San Juan Publik: 27 836 Domare: Salman Falahi (Qatar) |
| 18:00 UTC−3 | 18:00 UTC−3 |             |                 | | San Juan Publik: 27 836 Domare: Salman Falahi (Qatar) | San Juan Publik: 27 836 Domare: Salman Falahi (Qatar) |

### Grupp B
| Nr | Lag       | S | V | O | F | GM | IM | MS  | P |
| -- | --------- | - | - | - | - | -- | -- | --- | - |
| 1  | USA       | 3 | 3 | 0 | 0 | 6  | 0  | +6  | 9 |
| 2  | Ecuador   | 3 | 2 | 0 | 1 | 11 | 2  | +9  | 6 |
| 3  | Slovakien | 3 | 1 | 0 | 2 | 5  | 4  | +1  | 3 |
| 4  | Fiji      | 3 | 0 | 0 | 3 | 0  | 16 | −16 | 0 |

| 3           | 20 maj 2023 | USA                  | 1 – 0           | Ecuador | Estadio San Juan del Bicentenario                     |                                                       |
| 15:00 UTC−3 | 15:00 UTC−3 | Jonathan Gómez 90+3′ | (0 – 0) Rapport |         | San Juan Publik: 14 865 Domare: Salman Falahi (Qatar) | San Juan Publik: 14 865 Domare: Salman Falahi (Qatar) |
| 15:00 UTC−3 | 15:00 UTC−3 |                      |                 |         | San Juan Publik: 14 865 Domare: Salman Falahi (Qatar) | San Juan Publik: 14 865 Domare: Salman Falahi (Qatar) |
| 15:00 UTC−3 | 15:00 UTC−3 |                      |                 |         | San Juan Publik: 14 865 Domare: Salman Falahi (Qatar) | San Juan Publik: 14 865 Domare: Salman Falahi (Qatar) |

| 4           | 20 maj 2023 | Fiji | 0 – 4           | Slovakien                                                          | Estadio San Juan del Bicentenario                |                                                  |
| 18:00 UTC−3 | 18:00 UTC−3 |      | (0 – 2) Rapport | 17′ Adam Gaži 25′ Máté Szolgai 70′ Artur Gajdoš 79′ Timotej Jambor | San Juan Publik: 9 359 Domare: Issa Sy (Senegal) | San Juan Publik: 9 359 Domare: Issa Sy (Senegal) |
| 18:00 UTC−3 | 18:00 UTC−3 |      |                 |                                                                    | San Juan Publik: 9 359 Domare: Issa Sy (Senegal) | San Juan Publik: 9 359 Domare: Issa Sy (Senegal) |
| 18:00 UTC−3 | 18:00 UTC−3 |      |                 |                                                                    | San Juan Publik: 9 359 Domare: Issa Sy (Senegal) | San Juan Publik: 9 359 Domare: Issa Sy (Senegal) |

| 15          | 23 maj 2023 | USA                                              | 3 – 0           | Fiji | Estadio San Juan del Bicentenario                       |                                                         |
| 15:00 UTC−3 | 15:00 UTC−3 | Diego Luna 66′ Cade Cowell 88′ Caleb Wiley 90+9′ | (0 – 0) Rapport |      | San Juan Publik: 8 017 Domare: Mohamed Marouf (Egypten) | San Juan Publik: 8 017 Domare: Mohamed Marouf (Egypten) |
| 15:00 UTC−3 | 15:00 UTC−3 |                                                  |                 |      | San Juan Publik: 8 017 Domare: Mohamed Marouf (Egypten) | San Juan Publik: 8 017 Domare: Mohamed Marouf (Egypten) |
| 15:00 UTC−3 | 15:00 UTC−3 |                                                  |                 |      | San Juan Publik: 8 017 Domare: Mohamed Marouf (Egypten) | San Juan Publik: 8 017 Domare: Mohamed Marouf (Egypten) |

| 16          | 23 maj 2023 | Ecuador                             | 2 – 1           | Slovakien        | Estadio San Juan del Bicentenario                                |                                                                  |
| 18:00 UTC−3 | 18:00 UTC−3 | Justin Cuero 45+1′ José Klinger 59′ | (1 – 1) Rapport | 29′ Máté Szolgai | San Juan Publik: 13 919 Domare: Mohammed Al Hoish (Saudiarabien) | San Juan Publik: 13 919 Domare: Mohammed Al Hoish (Saudiarabien) |
| 18:00 UTC−3 | 18:00 UTC−3 |                                     |                 |                  | San Juan Publik: 13 919 Domare: Mohammed Al Hoish (Saudiarabien) | San Juan Publik: 13 919 Domare: Mohammed Al Hoish (Saudiarabien) |
| 18:00 UTC−3 | 18:00 UTC−3 |                                     |                 |                  | San Juan Publik: 13 919 Domare: Mohammed Al Hoish (Saudiarabien) | San Juan Publik: 13 919 Domare: Mohammed Al Hoish (Saudiarabien) |

| 25          | 26 maj 2023 | Ecuador | 9 – 0           | Fiji | Estadio Único Madre de Ciudades                                |                                                                |
| 15:00 UTC−3 | 15:00 UTC−3 | Kendry Páez 7′ José Klinger 34′ Justin Cuero 36′, 45+6′ Alan Minda 66′, 85′ Tommy Chamba 89′ Cristhoper Zambrano 90+6′ (str.), 90+10′ | (4 – 0) Rapport |      | Santiago del Estero Publik: 9 958 Domare: Yusuke Araki (Japan) | Santiago del Estero Publik: 9 958 Domare: Yusuke Araki (Japan) |
| 15:00 UTC−3 | 15:00 UTC−3 | |                 |      | Santiago del Estero Publik: 9 958 Domare: Yusuke Araki (Japan) | Santiago del Estero Publik: 9 958 Domare: Yusuke Araki (Japan) |
| 15:00 UTC−3 | 15:00 UTC−3 | |                 |      | Santiago del Estero Publik: 9 958 Domare: Yusuke Araki (Japan) | Santiago del Estero Publik: 9 958 Domare: Yusuke Araki (Japan) |

| 27          | 26 maj 2023 | Slovakien | 0 – 2           | USA                                 | Estadio San Juan del Bicentenario                        |                                                          |
| 15:00 UTC−3 | 15:00 UTC−3 |           | (0 – 1) Rapport | 38′ Cade Cowell 90+6′ Niko Tsakiris | San Juan Publik: 15 059 Domare: Ramon Abatti (Brasilien) | San Juan Publik: 15 059 Domare: Ramon Abatti (Brasilien) |
| 15:00 UTC−3 | 15:00 UTC−3 |           |                 |                                     | San Juan Publik: 15 059 Domare: Ramon Abatti (Brasilien) | San Juan Publik: 15 059 Domare: Ramon Abatti (Brasilien) |
| 15:00 UTC−3 | 15:00 UTC−3 |           |                 |                                     | San Juan Publik: 15 059 Domare: Ramon Abatti (Brasilien) | San Juan Publik: 15 059 Domare: Ramon Abatti (Brasilien) |

### Grupp C
| Nr | Lag      | S | V | O | F | GM | IM | MS | P |
| -- | -------- | - | - | - | - | -- | -- | -- | - |
| 1  | Colombia | 3 | 2 | 1 | 0 | 5  | 3  | +2 | 7 |
| 2  | Israel   | 3 | 1 | 1 | 1 | 4  | 4  | 0  | 4 |
| 3  | Japan    | 3 | 1 | 0 | 2 | 3  | 4  | −1 | 3 |
| 4  | Senegal  | 3 | 0 | 2 | 1 | 2  | 3  | −1 | 2 |

| 5           | 21 maj 2023 | Israel                  | 1 – 2           | Colombia                                   | Estadio Único Diego Armando Maradona                              |                                                                   |
| 15:00 UTC−3 | 15:00 UTC−3 | Dor Turgeman 57′ (str.) | (0 – 0) Rapport | 74′ (str.) Óscar Cortés 90′ Gustavo Puerta | La Plata Publik: 7 613 Domare: Juan Gabriel Calderón (Costa Rica) | La Plata Publik: 7 613 Domare: Juan Gabriel Calderón (Costa Rica) |
| 15:00 UTC−3 | 15:00 UTC−3 |                         |                 |                                            | La Plata Publik: 7 613 Domare: Juan Gabriel Calderón (Costa Rica) | La Plata Publik: 7 613 Domare: Juan Gabriel Calderón (Costa Rica) |
| 15:00 UTC−3 | 15:00 UTC−3 |                         |                 |                                            | La Plata Publik: 7 613 Domare: Juan Gabriel Calderón (Costa Rica) | La Plata Publik: 7 613 Domare: Juan Gabriel Calderón (Costa Rica) |

| 6           | 21 maj 2023 | Senegal | 0 – 1           | Japan             | Estadio Único Diego Armando Maradona                            |                                                                 |
| 18:00 UTC−3 | 18:00 UTC−3 |         | (0 – 1) Rapport | 15′ Kuryu Matsuki | La Plata Publik: 8 625 Domare: Serdar Gözübüyük (Nederländerna) | La Plata Publik: 8 625 Domare: Serdar Gözübüyük (Nederländerna) |
| 18:00 UTC−3 | 18:00 UTC−3 |         |                 |                   | La Plata Publik: 8 625 Domare: Serdar Gözübüyük (Nederländerna) | La Plata Publik: 8 625 Domare: Serdar Gözübüyük (Nederländerna) |
| 18:00 UTC−3 | 18:00 UTC−3 |         |                 |                   | La Plata Publik: 8 625 Domare: Serdar Gözübüyük (Nederländerna) | La Plata Publik: 8 625 Domare: Serdar Gözübüyük (Nederländerna) |

| 17          | 24 maj 2023 | Senegal       | 1 – 1           | Israel                     | Estadio Único Diego Armando Maradona                         |                                                              |
| 15:00 UTC−3 | 15:00 UTC−3 | Pape Diop 80′ | (0 – 0) Rapport | 58′ (sjm.) Babacar N'Diaye | La Plata Publik: 2 078 Domare: Yael Falcón Pérez (Argentina) | La Plata Publik: 2 078 Domare: Yael Falcón Pérez (Argentina) |
| 15:00 UTC−3 | 15:00 UTC−3 |               |                 |                            | La Plata Publik: 2 078 Domare: Yael Falcón Pérez (Argentina) | La Plata Publik: 2 078 Domare: Yael Falcón Pérez (Argentina) |
| 15:00 UTC−3 | 15:00 UTC−3 |               |                 |                            | La Plata Publik: 2 078 Domare: Yael Falcón Pérez (Argentina) | La Plata Publik: 2 078 Domare: Yael Falcón Pérez (Argentina) |

| 18          | 24 maj 2023 | Japan           | 1 – 2           | Colombia                           | Estadio Único Diego Armando Maradona                                 |                                                                      |
| 18:00 UTC−3 | 18:00 UTC−3 | Riku Yamane 30′ | (1 – 0) Rapport | 53′ Yáser Asprilla 59′ Tomás Ángel | La Plata Publik: 3 768 Domare: José María Sánchez Martínez (Spanien) | La Plata Publik: 3 768 Domare: José María Sánchez Martínez (Spanien) |
| 18:00 UTC−3 | 18:00 UTC−3 |                 |                 |                                    | La Plata Publik: 3 768 Domare: José María Sánchez Martínez (Spanien) | La Plata Publik: 3 768 Domare: José María Sánchez Martínez (Spanien) |
| 18:00 UTC−3 | 18:00 UTC−3 |                 |                 |                                    | La Plata Publik: 3 768 Domare: José María Sánchez Martínez (Spanien) | La Plata Publik: 3 768 Domare: José María Sánchez Martínez (Spanien) |

| 30          | 27 maj 2023 | Colombia           | 1 – 1           | Senegal                   | Estadio Único Diego Armando Maradona                       |                                                            |
| 18:00 UTC−3 | 18:00 UTC−3 | Óscar Cortés 90+5′ | (0 – 1) Rapport | 30′ Mamadou Lamine Camara | La Plata Publik: 15 825 Domare: Halil Umut Meler (Turkiet) | La Plata Publik: 15 825 Domare: Halil Umut Meler (Turkiet) |
| 18:00 UTC−3 | 18:00 UTC−3 |                    |                 |                           | La Plata Publik: 15 825 Domare: Halil Umut Meler (Turkiet) | La Plata Publik: 15 825 Domare: Halil Umut Meler (Turkiet) |
| 18:00 UTC−3 | 18:00 UTC−3 |                    |                 |                           | La Plata Publik: 15 825 Domare: Halil Umut Meler (Turkiet) | La Plata Publik: 15 825 Domare: Halil Umut Meler (Turkiet) |

| 32          | 27 maj 2023 | Japan              | 1 – 2           | Israel                         | Estadio Malvinas Argentinas                      |                                                  |
| 18:00 UTC−3 | 18:00 UTC−3 | Isa Sakamoto 45+1′ | (1 – 0) Rapport | 76′ Roy Navi 90+2′ Omer Senior | Mendoza Publik: 7 581 Domare: Piero Maza (Chile) | Mendoza Publik: 7 581 Domare: Piero Maza (Chile) |
| 18:00 UTC−3 | 18:00 UTC−3 |                    |                 |                                | Mendoza Publik: 7 581 Domare: Piero Maza (Chile) | Mendoza Publik: 7 581 Domare: Piero Maza (Chile) |
| 18:00 UTC−3 | 18:00 UTC−3 |                    |                 |                                | Mendoza Publik: 7 581 Domare: Piero Maza (Chile) | Mendoza Publik: 7 581 Domare: Piero Maza (Chile) |

### Grupp D
| Nr | Lag                     | S | V | O | F | GM | IM | MS  | P |
| -- | ----------------------- | - | - | - | - | -- | -- | --- | - |
| 1  | Brasilien               | 3 | 2 | 0 | 1 | 10 | 3  | +7  | 6 |
| 2  | Italien                 | 3 | 2 | 0 | 1 | 6  | 4  | +2  | 6 |
| 3  | Nigeria                 | 3 | 2 | 0 | 1 | 4  | 3  | +1  | 6 |
| 4  | Dominikanska republiken | 3 | 0 | 0 | 3 | 1  | 11 | −10 | 0 |

| 7           | 21 maj 2023 | Nigeria                                       | 2 – 1           | Dominikanska republiken  | Estadio Malvinas Argentinas                         |                                                     |
| 15:00 UTC−3 | 15:00 UTC−3 | Guillermo de Peña 31′ (sjm.) Samson Lawal 71′ | (1 – 1) Rapport | 23′ (str.) Edison Azcona | Mendoza Publik: 21 647 Domare: Yusuke Araki (Japan) | Mendoza Publik: 21 647 Domare: Yusuke Araki (Japan) |
| 15:00 UTC−3 | 15:00 UTC−3 |                                               |                 |                          | Mendoza Publik: 21 647 Domare: Yusuke Araki (Japan) | Mendoza Publik: 21 647 Domare: Yusuke Araki (Japan) |
| 15:00 UTC−3 | 15:00 UTC−3 |                                               |                 |                          | Mendoza Publik: 21 647 Domare: Yusuke Araki (Japan) | Mendoza Publik: 21 647 Domare: Yusuke Araki (Japan) |

| 8           | 21 maj 2023 | Italien                                         | 3 – 2           | Brasilien                | Estadio Malvinas Argentinas                         |                                                     |
| 18:00 UTC−3 | 18:00 UTC−3 | Matteo Prati 11′ Cesare Casadei 28′, 35′ (str.) | (3 – 0) Rapport | 72′, 87′ Marcos Leonardo | Mendoza Publik: 35 531 Domare: Marco Ortiz (Mexiko) | Mendoza Publik: 35 531 Domare: Marco Ortiz (Mexiko) |
| 18:00 UTC−3 | 18:00 UTC−3 |                                                 |                 |                          | Mendoza Publik: 35 531 Domare: Marco Ortiz (Mexiko) | Mendoza Publik: 35 531 Domare: Marco Ortiz (Mexiko) |
| 18:00 UTC−3 | 18:00 UTC−3 |                                                 |                 |                          | Mendoza Publik: 35 531 Domare: Marco Ortiz (Mexiko) | Mendoza Publik: 35 531 Domare: Marco Ortiz (Mexiko) |

| 19          | 24 maj 2023 | Italien | 0 – 2           | Nigeria                                | Estadio Malvinas Argentinas                      |                                                  |
| 15:00 UTC−3 | 15:00 UTC−3 |         | (0 – 0) Rapport | 61′ Salim Fago Lawal 90+5′ Jude Sunday | Mendoza Publik: 5 701 Domare: Piero Maza (Chile) | Mendoza Publik: 5 701 Domare: Piero Maza (Chile) |
| 15:00 UTC−3 | 15:00 UTC−3 |         |                 |                                        | Mendoza Publik: 5 701 Domare: Piero Maza (Chile) | Mendoza Publik: 5 701 Domare: Piero Maza (Chile) |
| 15:00 UTC−3 | 15:00 UTC−3 |         |                 |                                        | Mendoza Publik: 5 701 Domare: Piero Maza (Chile) | Mendoza Publik: 5 701 Domare: Piero Maza (Chile) |

| 20          | 24 maj 2023 | Brasilien                                                                                           | 6 – 0           | Dominikanska republiken | Estadio Malvinas Argentinas                                 |                                                             |
| 18:00 UTC−3 | 18:00 UTC−3 | Sávio 37′ Marcos Leonardo 38′ Jean Pedroso 57′ Giovane 82′ Marlon Gomes 90+2′ Matheus Martins 90+3′ | (2 – 0) Rapport |                         | Mendoza Publik: 7 253 Domare: François Letexier (Frankrike) | Mendoza Publik: 7 253 Domare: François Letexier (Frankrike) |
| 18:00 UTC−3 | 18:00 UTC−3 | |                 |                         | Mendoza Publik: 7 253 Domare: François Letexier (Frankrike) | Mendoza Publik: 7 253 Domare: François Letexier (Frankrike) |
| 18:00 UTC−3 | 18:00 UTC−3 | |                 |                         | Mendoza Publik: 7 253 Domare: François Letexier (Frankrike) | Mendoza Publik: 7 253 Domare: François Letexier (Frankrike) |

| 29          | 27 maj 2023 | Brasilien                         | 2 – 0           | Nigeria | Estadio Único Diego Armando Maradona                             |                                                                  |
| 15:00 UTC−3 | 15:00 UTC−3 | Jean Pedroso 43′ Marquinhos 45+2′ | (2 – 0) Rapport |         | La Plata Publik: 29 134 Domare: Serdar Gözübüyük (Nederländerna) | La Plata Publik: 29 134 Domare: Serdar Gözübüyük (Nederländerna) |
| 15:00 UTC−3 | 15:00 UTC−3 |                                   |                 |         | La Plata Publik: 29 134 Domare: Serdar Gözübüyük (Nederländerna) | La Plata Publik: 29 134 Domare: Serdar Gözübüyük (Nederländerna) |
| 15:00 UTC−3 | 15:00 UTC−3 |                                   |                 |         | La Plata Publik: 29 134 Domare: Serdar Gözübüyük (Nederländerna) | La Plata Publik: 29 134 Domare: Serdar Gözübüyük (Nederländerna) |

| 31          | 27 maj 2023 | Dominikanska republiken | 0 – 3           | Italien                                        | Estadio Malvinas Argentinas                                   |                                                               |
| 15:00 UTC−3 | 15:00 UTC−3 |                         | (0 – 1) Rapport | 19′, 84′ Cesare Casadei 50′ Giuseppe Ambrosino | Mendoza Publik: 6 709 Domare: Mohamed Al Hoish (Saudiarabien) | Mendoza Publik: 6 709 Domare: Mohamed Al Hoish (Saudiarabien) |
| 15:00 UTC−3 | 15:00 UTC−3 |                         |                 |                                                | Mendoza Publik: 6 709 Domare: Mohamed Al Hoish (Saudiarabien) | Mendoza Publik: 6 709 Domare: Mohamed Al Hoish (Saudiarabien) |
| 15:00 UTC−3 | 15:00 UTC−3 |                         |                 |                                                | Mendoza Publik: 6 709 Domare: Mohamed Al Hoish (Saudiarabien) | Mendoza Publik: 6 709 Domare: Mohamed Al Hoish (Saudiarabien) |

### Grupp E
| Nr | Lag      | S | V | O | F | GM | IM | MS | P |
| -- | -------- | - | - | - | - | -- | -- | -- | - |
| 1  | England  | 3 | 2 | 1 | 0 | 4  | 2  | +2 | 7 |
| 2  | Uruguay  | 3 | 2 | 0 | 1 | 7  | 3  | +4 | 6 |
| 3  | Tunisien | 3 | 1 | 0 | 2 | 3  | 2  | +1 | 3 |
| 4  | Irak     | 3 | 0 | 1 | 2 | 0  | 7  | −7 | 1 |

| 9           | 22 maj 2023 | England           | 1 – 0           | Tunisien | Estadio Único Diego Armando Maradona                    |                                                         |
| 15:00 UTC−3 | 15:00 UTC−3 | Dane Scarlett 25′ | (1 – 0) Rapport |          | La Plata Publik: 2 765 Domare: Ramon Abatti (Brasilien) | La Plata Publik: 2 765 Domare: Ramon Abatti (Brasilien) |
| 15:00 UTC−3 | 15:00 UTC−3 |                   |                 |          | La Plata Publik: 2 765 Domare: Ramon Abatti (Brasilien) | La Plata Publik: 2 765 Domare: Ramon Abatti (Brasilien) |
| 15:00 UTC−3 | 15:00 UTC−3 |                   |                 |          | La Plata Publik: 2 765 Domare: Ramon Abatti (Brasilien) | La Plata Publik: 2 765 Domare: Ramon Abatti (Brasilien) |

| 10          | 22 maj 2023 | Uruguay                                                                            | 4 – 0           | Irak | Estadio Único Diego Armando Maradona                  |                                                       |
| 18:00 UTC−3 | 18:00 UTC−3 | Matías Abaldo 38′ Andrés Ferrari 48′ Hussein Hassan 62′ (sjm.) Alan Matturro 90+2′ | (1 – 0) Rapport |      | La Plata Publik: 5 176 Domare: Glenn Nyberg (Sverige) | La Plata Publik: 5 176 Domare: Glenn Nyberg (Sverige) |
| 18:00 UTC−3 | 18:00 UTC−3 |                                                                                    |                 |      | La Plata Publik: 5 176 Domare: Glenn Nyberg (Sverige) | La Plata Publik: 5 176 Domare: Glenn Nyberg (Sverige) |
| 18:00 UTC−3 | 18:00 UTC−3 |                                                                                    |                 |      | La Plata Publik: 5 176 Domare: Glenn Nyberg (Sverige) | La Plata Publik: 5 176 Domare: Glenn Nyberg (Sverige) |

| 21          | 25 maj 2023 | Uruguay                                 | 2 – 3           | England                                                   | Estadio Único Diego Armando Maradona                 |                                                      |
| 15:00 UTC−3 | 15:00 UTC−3 | Franco González 49′ Matías Abaldo 90+9′ | (0 – 2) Rapport | 22′ Bashir Humphreys 45+4′ Alfie Devine 90+5′ Darko Gyabi | La Plata Publik: 27 231 Domare: Marco Ortíz (Mexiko) | La Plata Publik: 27 231 Domare: Marco Ortíz (Mexiko) |
| 15:00 UTC−3 | 15:00 UTC−3 |                                         |                 |                                                           | La Plata Publik: 27 231 Domare: Marco Ortíz (Mexiko) | La Plata Publik: 27 231 Domare: Marco Ortíz (Mexiko) |
| 15:00 UTC−3 | 15:00 UTC−3 |                                         |                 |                                                           | La Plata Publik: 27 231 Domare: Marco Ortíz (Mexiko) | La Plata Publik: 27 231 Domare: Marco Ortíz (Mexiko) |

| 22          | 25 maj 2023 | Irak | 0 – 3           | Tunisien                                                          | Estadio Único Diego Armando Maradona                  |                                                       |
| 18:00 UTC−3 | 18:00 UTC−3 |      | (0 – 0) Rapport | 55′ Youssef Snana 57′ Chaïm El Djebali 86′ (str.) Mahmoud Ghorbel | La Plata Publik: 8 021 Domare: Jhon Ospina (Colombia) | La Plata Publik: 8 021 Domare: Jhon Ospina (Colombia) |
| 18:00 UTC−3 | 18:00 UTC−3 |      |                 |                                                                   | La Plata Publik: 8 021 Domare: Jhon Ospina (Colombia) | La Plata Publik: 8 021 Domare: Jhon Ospina (Colombia) |
| 18:00 UTC−3 | 18:00 UTC−3 |      |                 |                                                                   | La Plata Publik: 8 021 Domare: Jhon Ospina (Colombia) | La Plata Publik: 8 021 Domare: Jhon Ospina (Colombia) |

| 33          | 28 maj 2023 | Irak | 0 – 0   | England | Estadio Único Diego Armando Maradona                                     |                                                                          |
| 15:00 UTC−3 | 15:00 UTC−3 |      | Rapport |         | La Plata Publik: 12 122 Domare: Campbell-Kirk Kawana-Waugh (Nya Zeeland) | La Plata Publik: 12 122 Domare: Campbell-Kirk Kawana-Waugh (Nya Zeeland) |
| 15:00 UTC−3 | 15:00 UTC−3 |      |         |         | La Plata Publik: 12 122 Domare: Campbell-Kirk Kawana-Waugh (Nya Zeeland) | La Plata Publik: 12 122 Domare: Campbell-Kirk Kawana-Waugh (Nya Zeeland) |
| 15:00 UTC−3 | 15:00 UTC−3 |      |         |         | La Plata Publik: 12 122 Domare: Campbell-Kirk Kawana-Waugh (Nya Zeeland) | La Plata Publik: 12 122 Domare: Campbell-Kirk Kawana-Waugh (Nya Zeeland) |

| 35          | 28 maj 2023 | Tunisien | 0 – 1           | Uruguay                      | Estadio Malvinas Argentinas                                         |                                                                     |
| 15:00 UTC−3 | 15:00 UTC−3 |          | (0 – 0) Rapport | 90+3′ (str.) Franco González | Mendoza Publik: 6 497 Domare: José María Sánchez Martínez (Spanien) | Mendoza Publik: 6 497 Domare: José María Sánchez Martínez (Spanien) |
| 15:00 UTC−3 | 15:00 UTC−3 |          |                 |                              | Mendoza Publik: 6 497 Domare: José María Sánchez Martínez (Spanien) | Mendoza Publik: 6 497 Domare: José María Sánchez Martínez (Spanien) |
| 15:00 UTC−3 | 15:00 UTC−3 |          |                 |                              | Mendoza Publik: 6 497 Domare: José María Sánchez Martínez (Spanien) | Mendoza Publik: 6 497 Domare: José María Sánchez Martínez (Spanien) |

### Grupp F
| Nr | Lag       | S | V | O | F | GM | IM | MS | P |
| -- | --------- | - | - | - | - | -- | -- | -- | - |
| 1  | Gambia    | 3 | 2 | 1 | 0 | 4  | 2  | +2 | 7 |
| 2  | Sydkorea  | 3 | 1 | 2 | 0 | 4  | 3  | +1 | 5 |
| 3  | Frankrike | 3 | 1 | 0 | 2 | 5  | 5  | 0  | 3 |
| 4  | Honduras  | 3 | 0 | 1 | 2 | 4  | 7  | −3 | 1 |

| 11          | 22 maj 2023 | Frankrike                 | 1 – 2           | Sydkorea                            | Estadio Malvinas Argentinas                          |                                                      |
| 15:00 UTC−3 | 15:00 UTC−3 | Alan Virginius 70′ (str.) | (0 – 1) Rapport | 22′ Lee Seung-won 64′ Lee Young-jun | Mendoza Publik: 2 671 Domare: Jhon Ospina (Colombia) | Mendoza Publik: 2 671 Domare: Jhon Ospina (Colombia) |
| 15:00 UTC−3 | 15:00 UTC−3 |                           |                 |                                     | Mendoza Publik: 2 671 Domare: Jhon Ospina (Colombia) | Mendoza Publik: 2 671 Domare: Jhon Ospina (Colombia) |
| 15:00 UTC−3 | 15:00 UTC−3 |                           |                 |                                     | Mendoza Publik: 2 671 Domare: Jhon Ospina (Colombia) | Mendoza Publik: 2 671 Domare: Jhon Ospina (Colombia) |

| 12          | 22 maj 2023 | Gambia               | 2 – 1           | Honduras          | Estadio Malvinas Argentinas                                            |                                                                        |
| 18:00 UTC−3 | 18:00 UTC−3 | Adama Bojang 1′, 84′ | (1 – 1) Rapport | 5′ Marco Aceituno | Mendoza Publik: 3 147 Domare: Campbell-Kirk Kawana-Waugh (Nya Zeeland) | Mendoza Publik: 3 147 Domare: Campbell-Kirk Kawana-Waugh (Nya Zeeland) |
| 18:00 UTC−3 | 18:00 UTC−3 |                      |                 |                   | Mendoza Publik: 3 147 Domare: Campbell-Kirk Kawana-Waugh (Nya Zeeland) | Mendoza Publik: 3 147 Domare: Campbell-Kirk Kawana-Waugh (Nya Zeeland) |
| 18:00 UTC−3 | 18:00 UTC−3 |                      |                 |                   | Mendoza Publik: 3 147 Domare: Campbell-Kirk Kawana-Waugh (Nya Zeeland) | Mendoza Publik: 3 147 Domare: Campbell-Kirk Kawana-Waugh (Nya Zeeland) |

| 23          | 25 maj 2023 | Frankrike          | 1 – 2           | Gambia                                      | Estadio Malvinas Argentinas                                      |                                                                  |
| 15:00 UTC−3 | 15:00 UTC−3 | Wilson Odobert 61′ | (0 – 1) Rapport | 13′ (sjm.) Tanguy Zoukrou 68′ Mamin Sanyang | Mendoza Publik: 5 314 Domare: Juan Gabriel Calderón (Costa Rica) | Mendoza Publik: 5 314 Domare: Juan Gabriel Calderón (Costa Rica) |
| 15:00 UTC−3 | 15:00 UTC−3 |                    |                 |                                             | Mendoza Publik: 5 314 Domare: Juan Gabriel Calderón (Costa Rica) | Mendoza Publik: 5 314 Domare: Juan Gabriel Calderón (Costa Rica) |
| 15:00 UTC−3 | 15:00 UTC−3 |                    |                 |                                             | Mendoza Publik: 5 314 Domare: Juan Gabriel Calderón (Costa Rica) | Mendoza Publik: 5 314 Domare: Juan Gabriel Calderón (Costa Rica) |

| 24          | 25 maj 2023 | Sydkorea                           | 2 – 2           | Honduras                                 | Estadio Malvinas Argentinas                            |                                                        |
| 18:00 UTC−3 | 18:00 UTC−3 | Kim Yong-hak 58′ Park Seung-ho 62′ | (0 – 1) Rapport | 22′ (str.) David Ruiz 51′ Isaac Castillo | Mendoza Publik: 6 851 Domare: Abongile Tom (Sydafrika) | Mendoza Publik: 6 851 Domare: Abongile Tom (Sydafrika) |
| 18:00 UTC−3 | 18:00 UTC−3 |                                    |                 |                                          | Mendoza Publik: 6 851 Domare: Abongile Tom (Sydafrika) | Mendoza Publik: 6 851 Domare: Abongile Tom (Sydafrika) |
| 18:00 UTC−3 | 18:00 UTC−3 |                                    |                 |                                          | Mendoza Publik: 6 851 Domare: Abongile Tom (Sydafrika) | Mendoza Publik: 6 851 Domare: Abongile Tom (Sydafrika) |

| 34          | 28 maj 2023 | Honduras       | 1 – 3           | Frankrike                                  | Estadio Único Diego Armando Maradona             |                                                  |
| 18:00 UTC−3 | 18:00 UTC−3 | Odín Ramos 15′ | (1 – 1) Rapport | 41′, 60′ Alan Virginius 77′ Félix Nzouango | La Plata Publik: 8 904 Domare: Issa Sy (Senegal) | La Plata Publik: 8 904 Domare: Issa Sy (Senegal) |
| 18:00 UTC−3 | 18:00 UTC−3 |                |                 |                                            | La Plata Publik: 8 904 Domare: Issa Sy (Senegal) | La Plata Publik: 8 904 Domare: Issa Sy (Senegal) |
| 18:00 UTC−3 | 18:00 UTC−3 |                |                 |                                            | La Plata Publik: 8 904 Domare: Issa Sy (Senegal) | La Plata Publik: 8 904 Domare: Issa Sy (Senegal) |

| 36          | 28 maj 2023 | Sydkorea | 0 – 0   | Gambia | Estadio Malvinas Argentinas                           |                                                       |
| 18:00 UTC−3 | 18:00 UTC−3 |          | Rapport |        | Mendoza Publik: 7 473 Domare: Oshane Nation (Jamaica) | Mendoza Publik: 7 473 Domare: Oshane Nation (Jamaica) |
| 18:00 UTC−3 | 18:00 UTC−3 |          |         |        | Mendoza Publik: 7 473 Domare: Oshane Nation (Jamaica) | Mendoza Publik: 7 473 Domare: Oshane Nation (Jamaica) |
| 18:00 UTC−3 | 18:00 UTC−3 |          |         |        | Mendoza Publik: 7 473 Domare: Oshane Nation (Jamaica) | Mendoza Publik: 7 473 Domare: Oshane Nation (Jamaica) |

### Ranking av grupptreor
| Nr | Lag (grupp)     | S | V | O | F | GM | IM | MS | P |
| -- | --------------- | - | - | - | - | -- | -- | -- | - |
| 1  | Nigeria (D)     | 3 | 2 | 0 | 1 | 4  | 3  | +1 | 6 |
| 2  | Nya Zeeland (A) | 3 | 1 | 1 | 1 | 3  | 7  | −4 | 4 |
| 3  | Slovakien (B)   | 3 | 1 | 0 | 2 | 5  | 4  | +1 | 3 |
| 4  | Tunisien (E)    | 3 | 1 | 0 | 2 | 3  | 2  | +1 | 3 |
| 5  | Frankrike (F)   | 3 | 1 | 0 | 2 | 5  | 5  | 0  | 3 |
| 6  | Japan (C)       | 3 | 1 | 0 | 2 | 3  | 4  | −1 | 3 |

## Slutspel

### Slutspelsträd
|  | Åttondelsfinaler | Åttondelsfinaler |                 |   | Kvartsfinaler | Kvartsfinaler |  |  | Semifinaler | Semifinaler |  |  | Final | Final |
|  |                  |                  |                 |   |               |               |  |  |             |             |  |  |       |       |
|  |                  |                  |                 |   |               |               |  |  |             |             |  |  |       |       |
|  |                  |                  |                 |   |               |               |  |  |             |             |  |  |       |       |
|  | USA              | 4                |                 |   |               |               |  |  |             |             |  |  |       |       |
|  | USA              | 4                |                 |   |               |               |  |  |             |             |  |  |       |       |
|  | Nya Zeeland      | 0                |                 |   |               |               |  |  |             |             |  |  |       |       |
|  | Nya Zeeland      | 0                | USA             | 0 |               |               |  |  |             |             |  |  |       |       |
|  |                  |                  | USA             | 0 |               |               |  |  |             |             |  |  |       |       |
|  |                  | Uruguay          | 2               |   |               |               |  |  |             |             |  |  |       |       |
|  | Gambia           | Uruguay          | 2               | 0 |               |               |  |  |             |             |  |  |       |       |
|  | Gambia           |                  |                 | 0 |               |               |  |  |             |             |  |  |       |       |
|  | Uruguay          | 1                |                 |   |               |               |  |  |             |             |  |  |       |       |
|  | Uruguay          | 1                | Uruguay         | 1 |               |               |  |  |             |             |  |  |       |       |
|  |                  |                  | Uruguay         | 1 |               |               |  |  |             |             |  |  |       |       |
|  |                  | Israel           | 0               |   |               |               |  |  |             |             |  |  |       |       |
|  | Uzbekistan       | Israel           | 0               | 0 |               |               |  |  |             |             |  |  |       |       |
|  | Uzbekistan       |                  |                 | 0 |               |               |  |  |             |             |  |  |       |       |
|  | Israel           | 1                |                 |   |               |               |  |  |             |             |  |  |       |       |
|  | Israel           | 1                | Israel (e.f.)   | 3 |               |               |  |  |             |             |  |  |       |       |
|  |                  |                  | Israel (e.f.)   | 3 |               |               |  |  |             |             |  |  |       |       |
|  |                  | Brasilien        | 2               |   |               |               |  |  |             |             |  |  |       |       |
|  | Brasilien        | Brasilien        | 2               | 4 |               |               |  |  |             |             |  |  |       |       |
|  | Brasilien        |                  |                 | 4 |               |               |  |  |             |             |  |  |       |       |
|  | Tunisien         | 1                |                 |   |               |               |  |  |             |             |  |  |       |       |
|  | Tunisien         | 1                | Uruguay         | 1 |               |               |  |  |             |             |  |  |       |       |
|  |                  |                  | Uruguay         | 1 |               |               |  |  |             |             |  |  |       |       |
|  |                  | Italien          | 0               |   |               |               |  |  |             |             |  |  |       |       |
|  | Colombia         | Italien          | 0               | 5 |               |               |  |  |             |             |  |  |       |       |
|  | Colombia         |                  |                 | 5 |               |               |  |  |             |             |  |  |       |       |
|  | Slovakien        | 1                |                 |   |               |               |  |  |             |             |  |  |       |       |
|  | Slovakien        | 1                | Colombia        | 1 |               |               |  |  |             |             |  |  |       |       |
|  |                  |                  | Colombia        | 1 |               |               |  |  |             |             |  |  |       |       |
|  |                  | Italien          | 3               |   |               |               |  |  |             |             |  |  |       |       |
|  | England          | Italien          | 3               | 1 |               |               |  |  |             |             |  |  |       |       |
|  | England          |                  |                 | 1 |               |               |  |  |             |             |  |  |       |       |
|  | Italien          | 2                |                 |   |               |               |  |  |             |             |  |  |       |       |
|  | Italien          | 2                | Italien         | 2 |               |               |  |  |             |             |  |  |       |       |
|  |                  |                  | Italien         | 2 |               |               |  |  |             |             |  |  |       |       |
|  |                  | Sydkorea         | 1               |   | Bronsmatch    | Bronsmatch    |  |  |             |             |  |  |       |       |
|  | Ecuador          | Sydkorea         | 1               | 2 | Bronsmatch    | Bronsmatch    |  |  |             |             |  |  |       |       |
|  | Ecuador          |                  |                 | 2 |               |               |  |  |             |             |  |  |       |       |
|  | Sydkorea         | 3                |                 |   |               |               |  |  |             |             |  |  |       |       |
|  | Sydkorea         | 3                | Sydkorea (e.f.) | 1 | Israel        | 3             |  |  |             |             |  |  |       |       |
|  |                  |                  | Sydkorea (e.f.) | 1 | Israel        | 3             |  |  |             |             |  |  |       |       |
|  |                  | Nigeria          | 0               |   | Sydkorea      | 1             |  |  |             |             |  |  |       |       |
|  | Argentina        | Nigeria          | 0               | 0 | Sydkorea      | 1             |  |  |             |             |  |  |       |       |
|  | Argentina        |                  |                 | 0 |               |               |  |  |             |             |  |  |       |       |
|  | Nigeria          | 2                |                 |   |               |               |  |  |             |             |  |  |       |       |
|  | Nigeria          | 2                |                 |   |               |               |  |  |             |             |  |  |       |       |

### Åttondelsfinaler
| 38          | 30 maj 2023 | USA                                                             | 4 – 0           | Nya Zeeland | Estadio Malvinas Argentinas                            |                                                        |
| 14:30 UTC−3 | 14:30 UTC−3 | Owen Wolff 14′ Cade Cowell 61′ Justin Che 75′ Rokas Pukštas 82′ | (1 – 0) Rapport |             | Mendoza Publik: 7 848 Domare: Mohamed Marouf (Egypten) | Mendoza Publik: 7 848 Domare: Mohamed Marouf (Egypten) |
| 14:30 UTC−3 | 14:30 UTC−3 |                                                                 |                 |             | Mendoza Publik: 7 848 Domare: Mohamed Marouf (Egypten) | Mendoza Publik: 7 848 Domare: Mohamed Marouf (Egypten) |
| 14:30 UTC−3 | 14:30 UTC−3 |                                                                 |                 |             | Mendoza Publik: 7 848 Domare: Mohamed Marouf (Egypten) | Mendoza Publik: 7 848 Domare: Mohamed Marouf (Egypten) |

| 37          | 30 maj 2023 | Uzbekistan | 0 – 1           | Israel              | Estadio Malvinas Argentinas                                  |                                                              |
| 18:00 UTC−3 | 18:00 UTC−3 |            | (0 – 0) Rapport | 90+7′ Anan Khalaily | Mendoza Publik: 10 492 Domare: Yael Falcón Pérez (Argentina) | Mendoza Publik: 10 492 Domare: Yael Falcón Pérez (Argentina) |
| 18:00 UTC−3 | 18:00 UTC−3 |            |                 |                     | Mendoza Publik: 10 492 Domare: Yael Falcón Pérez (Argentina) | Mendoza Publik: 10 492 Domare: Yael Falcón Pérez (Argentina) |
| 18:00 UTC−3 | 18:00 UTC−3 |            |                 |                     | Mendoza Publik: 10 492 Domare: Yael Falcón Pérez (Argentina) | Mendoza Publik: 10 492 Domare: Yael Falcón Pérez (Argentina) |

| 40          | 31 maj 2023 | Brasilien                                                                  | 4 – 1           | Tunisien               | Estadio San Juan del Bicentenario                         |                                                           |
| 14:30 UTC−3 | 14:30 UTC−3 | Marcos Leonardo 11′ (str.) Andrey Santos 31′, 90+10′ Matheus Martins 90+1′ | (2 – 0) Rapport | 90+13′ Mahmoud Ghorbel | San Juan Publik: 9 175 Domare: Halil Umut Meler (Turkiet) | San Juan Publik: 9 175 Domare: Halil Umut Meler (Turkiet) |
| 14:30 UTC−3 | 14:30 UTC−3 |                                                                            |                 |                        | San Juan Publik: 9 175 Domare: Halil Umut Meler (Turkiet) | San Juan Publik: 9 175 Domare: Halil Umut Meler (Turkiet) |
| 14:30 UTC−3 | 14:30 UTC−3 |                                                                            |                 |                        | San Juan Publik: 9 175 Domare: Halil Umut Meler (Turkiet) | San Juan Publik: 9 175 Domare: Halil Umut Meler (Turkiet) |

| 42          | 31 maj 2023 | Colombia                                                        | 5 – 1           | Slovakien          | Estadio San Juan del Bicentenario                                |                                                                  |
| 14:30 UTC−3 | 14:30 UTC−3 | Óscar Cortés 48′, 90+4′ Yáser Asprilla 50′ Tomás Ángel 52′, 63′ | (0 – 0) Rapport | 87′ Timotej Jambor | San Juan Publik: 4 630 Domare: Mohammed Al-Hoaish (Saudiarabien) | San Juan Publik: 4 630 Domare: Mohammed Al-Hoaish (Saudiarabien) |
| 14:30 UTC−3 | 14:30 UTC−3 |                                                                 |                 |                    | San Juan Publik: 4 630 Domare: Mohammed Al-Hoaish (Saudiarabien) | San Juan Publik: 4 630 Domare: Mohammed Al-Hoaish (Saudiarabien) |
| 14:30 UTC−3 | 14:30 UTC−3 |                                                                 |                 |                    | San Juan Publik: 4 630 Domare: Mohammed Al-Hoaish (Saudiarabien) | San Juan Publik: 4 630 Domare: Mohammed Al-Hoaish (Saudiarabien) |

| 39          | 31 maj 2023 | England          | 1 – 2           | Italien                                       | Estadio Único Diego Armando Maradona                     |                                                          |
| 18:00 UTC−3 | 18:00 UTC−3 | Alfie Devine 24′ | (1 – 1) Rapport | 8′ Tommaso Baldanzi 87′ (str.) Cesare Casadei | La Plata Publik: 12 832 Domare: Ramon Abatti (Brasilien) | La Plata Publik: 12 832 Domare: Ramon Abatti (Brasilien) |
| 18:00 UTC−3 | 18:00 UTC−3 |                  |                 |                                               | La Plata Publik: 12 832 Domare: Ramon Abatti (Brasilien) | La Plata Publik: 12 832 Domare: Ramon Abatti (Brasilien) |
| 18:00 UTC−3 | 18:00 UTC−3 |                  |                 |                                               | La Plata Publik: 12 832 Domare: Ramon Abatti (Brasilien) | La Plata Publik: 12 832 Domare: Ramon Abatti (Brasilien) |

| 41          | 31 maj 2023 | Argentina | 0 – 2           | Nigeria                                  | Estadio Único Diego Armando Maradona                   |                                                        |
| 18:00 UTC−3 | 18:00 UTC−3 |           | (0 – 0) Rapport | 61′ Ibrahim Muhammad 90+1′ Rilwanu Sarki | La Plata Publik: 27 179 Domare: Glenn Nyberg (Sverige) | La Plata Publik: 27 179 Domare: Glenn Nyberg (Sverige) |
| 18:00 UTC−3 | 18:00 UTC−3 |           |                 |                                          | La Plata Publik: 27 179 Domare: Glenn Nyberg (Sverige) | La Plata Publik: 27 179 Domare: Glenn Nyberg (Sverige) |
| 18:00 UTC−3 | 18:00 UTC−3 |           |                 |                                          | La Plata Publik: 27 179 Domare: Glenn Nyberg (Sverige) | La Plata Publik: 27 179 Domare: Glenn Nyberg (Sverige) |

| 44          | 1 juni 2023 | Gambia | 0 – 1           | Uruguay             | Estadio Único Madre de Ciudades                                         |                                                                         |
| 14:30 UTC−3 | 14:30 UTC−3 |        | (0 – 0) Rapport | 65′ Anderson Duarte | Santiago del Estero Publik: 7 644 Domare: François Letexier (Frankrike) | Santiago del Estero Publik: 7 644 Domare: François Letexier (Frankrike) |
| 14:30 UTC−3 | 14:30 UTC−3 |        |                 |                     | Santiago del Estero Publik: 7 644 Domare: François Letexier (Frankrike) | Santiago del Estero Publik: 7 644 Domare: François Letexier (Frankrike) |
| 14:30 UTC−3 | 14:30 UTC−3 |        |                 |                     | Santiago del Estero Publik: 7 644 Domare: François Letexier (Frankrike) | Santiago del Estero Publik: 7 644 Domare: François Letexier (Frankrike) |

| 43          | 1 juni 2023 | Ecuador                                        | 2 – 3           | Sydkorea                                             | Estadio Único Madre de Ciudades                                    |                                                                    |
| 18:00 UTC−3 | 18:00 UTC−3 | Justin Cuero 36′ (str.) Sebastián González 84′ | (1 – 2) Rapport | 11′ Lee Young-jun 19′ Bae Jun-ho 48′ Choi Seok-hyeon | Santiago del Estero Publik: 12 492 Domare: Oshane Nation (Jamaica) | Santiago del Estero Publik: 12 492 Domare: Oshane Nation (Jamaica) |
| 18:00 UTC−3 | 18:00 UTC−3 |                                                |                 |                                                      | Santiago del Estero Publik: 12 492 Domare: Oshane Nation (Jamaica) | Santiago del Estero Publik: 12 492 Domare: Oshane Nation (Jamaica) |
| 18:00 UTC−3 | 18:00 UTC−3 |                                                |                 |                                                      | Santiago del Estero Publik: 12 492 Domare: Oshane Nation (Jamaica) | Santiago del Estero Publik: 12 492 Domare: Oshane Nation (Jamaica) |

### Kvartsfinaler
| 46          | 3 juni 2023 | Israel                                                 | 0000 3 – 2 (e.fl.) | Brasilien                                  | Estadio San Juan del Bicentenario                                 |                                                                   |
| 14:30 UTC−3 | 14:30 UTC−3 | Anan Khalaily 60′ Hamza Shibli 93′ Dor Turgeman 105+3′ | (0 – 0) Rapport    | 56′ Marcos Leonardo 91′ Matheus Nascimento | San Juan Publik: 1 765 Domare: Juan Gabriel Calderón (Costa Rica) | San Juan Publik: 1 765 Domare: Juan Gabriel Calderón (Costa Rica) |
| 14:30 UTC−3 | 14:30 UTC−3 |                                                        |                    |                                            | San Juan Publik: 1 765 Domare: Juan Gabriel Calderón (Costa Rica) | San Juan Publik: 1 765 Domare: Juan Gabriel Calderón (Costa Rica) |
| 14:30 UTC−3 | 14:30 UTC−3 |                                                        |                    |                                            | San Juan Publik: 1 765 Domare: Juan Gabriel Calderón (Costa Rica) | San Juan Publik: 1 765 Domare: Juan Gabriel Calderón (Costa Rica) |

| 47          | 3 juni 2023 | Colombia          | 1 – 3           | Italien                                                           | Estadio San Juan del Bicentenario                    |                                                      |
| 19:00 UTC−3 | 19:00 UTC−3 | Jhojan Torres 49′ | (0 – 2) Rapport | 9′ Cesare Casadei 38′ Tommaso Baldanzi 46′ Francesco Pio Esposito | San Juan Publik: 3 167 Domare: Salman Falahi (Qatar) | San Juan Publik: 3 167 Domare: Salman Falahi (Qatar) |
| 19:00 UTC−3 | 19:00 UTC−3 |                   |                 |                                                                   | San Juan Publik: 3 167 Domare: Salman Falahi (Qatar) | San Juan Publik: 3 167 Domare: Salman Falahi (Qatar) |
| 19:00 UTC−3 | 19:00 UTC−3 |                   |                 |                                                                   | San Juan Publik: 3 167 Domare: Salman Falahi (Qatar) | San Juan Publik: 3 167 Domare: Salman Falahi (Qatar) |

| 48          | 4 juni 2023 | Sydkorea            | 0000 1 – 0 (e.fl.) | Nigeria | Estadio Único Madre de Ciudades                                                  |                                                                                  |
| 14:30 UTC−3 | 14:30 UTC−3 | Choi Seok-hyeon 95′ | (0 – 0) Rapport    |         | Santiago del Estero Publik: 10 298 Domare: José María Sánchez Martínez (Spanien) | Santiago del Estero Publik: 10 298 Domare: José María Sánchez Martínez (Spanien) |
| 14:30 UTC−3 | 14:30 UTC−3 |                     |                    |         | Santiago del Estero Publik: 10 298 Domare: José María Sánchez Martínez (Spanien) | Santiago del Estero Publik: 10 298 Domare: José María Sánchez Martínez (Spanien) |
| 14:30 UTC−3 | 14:30 UTC−3 |                     |                    |         | Santiago del Estero Publik: 10 298 Domare: José María Sánchez Martínez (Spanien) | Santiago del Estero Publik: 10 298 Domare: José María Sánchez Martínez (Spanien) |

| 45          | 4 juni 2023 | USA | 0 – 2           | Uruguay                                      | Estadio Único Madre de Ciudades                                             |                                                                             |
| 18:00 UTC−3 | 18:00 UTC−3 |     | (0 – 1) Rapport | 21′ Anderson Duarte 56′ (sjm.) Joshua Wynder | Santiago del Estero Publik: 18 474 Domare: Serdar Gözübüyük (Nederländerna) | Santiago del Estero Publik: 18 474 Domare: Serdar Gözübüyük (Nederländerna) |
| 18:00 UTC−3 | 18:00 UTC−3 |     |                 |                                              | Santiago del Estero Publik: 18 474 Domare: Serdar Gözübüyük (Nederländerna) | Santiago del Estero Publik: 18 474 Domare: Serdar Gözübüyük (Nederländerna) |
| 18:00 UTC−3 | 18:00 UTC−3 |     |                 |                                              | Santiago del Estero Publik: 18 474 Domare: Serdar Gözübüyük (Nederländerna) | Santiago del Estero Publik: 18 474 Domare: Serdar Gözübüyük (Nederländerna) |

### Semifinaler
| 49          | 8 juni 2023 | Uruguay             | 1 – 0           | Israel | Estadio Único Diego Armando Maradona                                  |                                                                       |
| 14:30 UTC−3 | 14:30 UTC−3 | Anderson Duarte 61′ | (0 – 0) Rapport |        | La Plata Publik: 27 860 Domare: José María Sánchez Martínez (Spanien) | La Plata Publik: 27 860 Domare: José María Sánchez Martínez (Spanien) |
| 14:30 UTC−3 | 14:30 UTC−3 |                     |                 |        | La Plata Publik: 27 860 Domare: José María Sánchez Martínez (Spanien) | La Plata Publik: 27 860 Domare: José María Sánchez Martínez (Spanien) |
| 14:30 UTC−3 | 14:30 UTC−3 |                     |                 |        | La Plata Publik: 27 860 Domare: José María Sánchez Martínez (Spanien) | La Plata Publik: 27 860 Domare: José María Sánchez Martínez (Spanien) |

| 50          | 8 juni 2023 | Italien                               | 2 – 1           | Sydkorea                 | Estadio Único Diego Armando Maradona                          |                                                               |
| 18:00 UTC−3 | 18:00 UTC−3 | Cesare Casadei 14′ Simone Pafundi 86′ | (1 – 1) Rapport | 23′ (str.) Lee Seung-won | La Plata Publik: 20 998 Domare: Yael Falcón Pérez (Argentina) | La Plata Publik: 20 998 Domare: Yael Falcón Pérez (Argentina) |
| 18:00 UTC−3 | 18:00 UTC−3 |                                       |                 |                          | La Plata Publik: 20 998 Domare: Yael Falcón Pérez (Argentina) | La Plata Publik: 20 998 Domare: Yael Falcón Pérez (Argentina) |
| 18:00 UTC−3 | 18:00 UTC−3 |                                       |                 |                          | La Plata Publik: 20 998 Domare: Yael Falcón Pérez (Argentina) | La Plata Publik: 20 998 Domare: Yael Falcón Pérez (Argentina) |

### Bronsmatch
| 51          | 11 juni 2023 | Israel                                             | 3 – 1           | Sydkorea                 | Estadio Único Diego Armando Maradona                     |                                                          |
| 14:30 UTC−3 | 14:30 UTC−3  | Ran Binyamin 19′ Omer Senior 76′ Anan Khalaily 85′ | (1 – 1) Rapport | 24′ (str.) Lee Seung-won | La Plata Publik: 15 327 Domare: Ramon Abatti (Brasilien) | La Plata Publik: 15 327 Domare: Ramon Abatti (Brasilien) |
| 14:30 UTC−3 | 14:30 UTC−3  |                                                    |                 |                          | La Plata Publik: 15 327 Domare: Ramon Abatti (Brasilien) | La Plata Publik: 15 327 Domare: Ramon Abatti (Brasilien) |
| 14:30 UTC−3 | 14:30 UTC−3  |                                                    |                 |                          | La Plata Publik: 15 327 Domare: Ramon Abatti (Brasilien) | La Plata Publik: 15 327 Domare: Ramon Abatti (Brasilien) |

### Final
| 52          | 11 juni 2023 | Uruguay               | 1 – 0           | Italien | Estadio Único Diego Armando Maradona                   |                                                        |
| 18:00 UTC−3 | 18:00 UTC−3  | Luciano Rodríguez 86′ | (0 – 0) Rapport |         | La Plata Publik: 38 297 Domare: Glenn Nyberg (Sverige) | La Plata Publik: 38 297 Domare: Glenn Nyberg (Sverige) |
| 18:00 UTC−3 | 18:00 UTC−3  |                       |                 |         | La Plata Publik: 38 297 Domare: Glenn Nyberg (Sverige) | La Plata Publik: 38 297 Domare: Glenn Nyberg (Sverige) |
| 18:00 UTC−3 | 18:00 UTC−3  |                       |                 |         | La Plata Publik: 38 297 Domare: Glenn Nyberg (Sverige) | La Plata Publik: 38 297 Domare: Glenn Nyberg (Sverige) |